# 朱伊特 (紐約州)
朱伊特（英語：Jewett）是一個位於美國紐約州格林縣的鎮。

## 人口
根據2020年美國人口普查的數據，朱伊特的面積為130.85平方千米，當中陸地面積為130.34平方千米，而水域面積為0.51平方千米。當地共有人口879人，而人口密度為每平方千米7人。